# Chetleschantunne
Chetleschantunne (Pistol River, Chetleschantunne, Chet-less-chun-dunne).- jedno od malenih plemena Tututni Indijanaca, porodica Athapaskan, s obale Oregona na Pistol Riveru i obali Oregona, južno od Gold Beacha. Ime Pistol River došlo je po tome što je u njoj za vrijeme 'Rogue River' rata neki vojnik (James Mace), izgubio svoj pištolj. Glavno selo zvalo se Chetlessentan, sastojalo se od 40 kuća, a  1856. godine zapalili su američki vojnici.  –Ostaci Pistol Rivera zajedno s drugim lokalnim skupinama Tututni Indijanaca završili su na rezervatu Siletz pod kolektivnim službenim nazivom The Confederated Tribes of Siletz Indians. 
Arheologija
Na lokaciji Pistol Rivera otkopano je 20 humaka ("Heflins burials"), a otkopane lubanje poslane su radi mjerenja indeksa kefalnosti na Physical Anthropology u Washington, D.C. i usporedbe s lubanjama pronađenim na jugozapadnoj obali Oregona i sjeverozapadne Kalifornije. 

## Vanjske poveznice
- Oregon History - Conflict at Pistol River  Arhivirana inačica izvorne stranice od 6. svibnja 2006. (Wayback Machine)